# S. Muthiah
Subbiah Muthiah (en tamoul : சுப்பையா முத்தையா) est un écrivain, journaliste, cartographe et historien indien, né le 13 avril 1930 à Pallathur (en) dans la présidence de Madras (Raj britannique) et mort le 20 avril 2019 à Chennai (Inde). 
Il est surtout connu pour ses écrits sur l'histoire culturelle et politique de la ville de Chennai. Il est le fondateur du bimensuel Madras Musings (en) et l'organisateur principal des célébrations annuelles du Madras Day (en).

## Biographie

### Jeunesse et études
Subbiah Muthiah naît le 13 avril 1930 dans une famille de Nagarathar (en) à Pallathur (en), dans le district de Ramnad de la présidence de Madras, dans l'Empire des Indes. Son père, N. M. Subbiah Chettiar (1905-2002), est agent de change et homme politique, maire de Colombo (Ceylan britannique). Il est un des fondateurs du Congrès indien de Ceylan en 1939. En 1947, il se présente aux élections de la Chambre des représentants de Ceylan (en) dans la circonscription de Nuwara Eliya mais n'est pas élu.
Subbiah Muthiah étudie à Ladies' College, S. Thomas' Preparatory School (en) et Royal College (en) à Colombo et termine ses études universitaires en Inde en 1946. De 1946 à 1951, il étudie l'art et l'ingénierie aux États-Unis, puis il retourne à Ceylan après avoir obtenu sa maîtrise en relations internationales en 1951.

## Ouvrages
- S. Muthiah, Madras Discovered, East West Books (Madras) Pvt Ltd, 1981
- N. S. Ramaswami et S. Muthiah, Parrys 200 : A saga of resilience, East West Books (Madras) Pvt Ltd, 1988
- S. Muthiah, Tales of old and new Madras : the dalliance of Miss Mansell and 34 other stories of 350 years, East West Books (Madras) Pvt Ltd, 1989
- S. Muthiah, Madras, the gracious city, East West Books (Madras) Pvt Ltd, 1990
- S. Muthiah, Getting India on the Move : The 150 Year Saga of Simpsons of Madras, Higginbotham's, 1990
- S. Muthiah, Words in Indian English : A reader's guide, Indus, 1991
- S. Muthiah et Rupinder Khullar, The Splendor of South India, UBS Publishers' Distributors, 1992
- S. Muthiah, A planting century : the first hundred years of the United Planters' Association of Southern India, 1893–1993, East West Books (Madras) Pvt Ltd, 1993
- S. Muthiah, Madras, its past and present, East West Books (Madras) Pvt Ltd, 1995, 179 p. (ISBN 978-81-85938-24-0)
- S. Muthiah, The Spencer Legend, East West Books (Madras) Pvt Ltd, 1997
- S. Muthiah, The spirit of Chepauk : the MCC story, a 150 year sporting tradition, East West Books (Madras) Pvt Ltd, 1998
- S. Muthiah, Looking back from "Moulmein" : a biography of A.M.M. Arunachalam, East West Books (Madras) Pvt Ltd, 2000
- S. Muthiah, Madras that is Chennai, Queen of the Coromandel, Business Publications Inc, 2000
- S. Muthiah, Madras Rediscovered, East West Books (Madras) Pvt Ltd, 2004
- S. Muthiah, Changing Chennai : a symposium on the queen of the Coromandel, Singh, 2004
- S. Muthiah et K. N. Gopalan, Moving India on wheels : The story of Ashok Leyland, Ashok Leyland, 2008
- S. Muthiah, Born to Dare : The Life of Lt. Gen. Inderjit Singh Gill, PVSM, MC, Penguin Books, 2008, 298 p. (ISBN 978-0-670-08188-2)
- S. Muthiah, S. Sathyanarayanan, Swapna Satish et Kumaran Sathasivam, The Raj Bhavans of Tamil Nadu, South Zone Cultural Centre, 2009
- S. Muthiah, Madras Miscellany : A decade of People, Places and Potpurri, Tranquebar Press, 2011, 1212 p. (ISBN 978-93-80032-84-9)